# Дембна
Дембна (пол. Dębna) — село в Польщі, у гміні Сянік Сяноцького повіту Підкарпатського воєводства.
Населення — 259 осіб (2011).
У 1975-1998 роках село належало до Кросненського воєводства.

## Демографія
Демографічна структура станом на 31 березня 2011 року:
|          | Загалом | Допрацездатний вік | Працездатний вік | Постпрацездатний вік |
| -------- | ------- | ------------------ | ---------------- | -------------------- |
| Чоловіки | 139     | 29                 | 92               | 18                   |
| Жінки    | 120     | 27                 | 62               | 31                   |
| Разом    | 259     | 56                 | 154              | 49                   |